# Tunnelseende (EP-skiva)
Tunnelseende är en EP av artisten Dree Low. Det är Dree Lows tredje EP. Hans tidigare utgivningar är Jet som i France, No hasta mañana, No hasta mañana 2, Flawless och Flawless 2. EP:n släpptes den 3 augusti 2020 via hans eget skivbolag Top Class Music. EP:n innehåller sex låtar, och producerades helt av Straynané.
EP:n låg som bäst trea på albumlistan.

## Låtar på albumet
| Nr | Titel             | Längd | Notering |
| -- | ----------------- | ----- | -------- |
| 1. | Hela orten dansar | 2:42  |          |
| 2. | Yea yea           | 2:35  |          |
| 3. | Tunnelseende      | 2:46  |          |
| 4. | Fattig som rik    | 2:51  |          |
| 5. | Audi V2           | 3:07  |          |
| 6. | Vila              | 2:38  |          |